# Ейнікайт
«Ейнікайт» — газета, яку видає Міжнародний благодійний фонд "Єврейський хесед «Бней Азріель»
Газета заснована єврейським культурно-просвітницьким товариством імені Шолом Алейхема.
Редакція знаходиться за адресою: 03087, м. Київ, вулиця Лондонська, 4 а
Свідоцтво про реєстрацію 20104-9904 ПР від 8 липня 2013.
Газета не є прибутковою і поширюється безкоштовно. Виходить за сприяння «Джойнт»
Головний редактор Михайло Френкель.
На сторінках газети публікується інформація про роботу фонду "Єврейський хесед «Бней Азріель», новини із життя єврейської громади, розклад заходів Клубу та Денного центру фонду.